# دانکی (فیلم)
دانکی (انگلیسی: Dunki) فیلم هندی کمدی-درام هندی-زبان است که در سال ۲۰۲۳ اکران گردید. این فیلم بر اساس یک روش مهاجرت غیرقانونی که تحت عنوان مهاجرت دانکی معروف است، ساخته شده‌است. کارگردان و تدوینگر فیلم راجکومار هیرانی بود. در این فیلم که تحت نشان رد چیلیز انترتینمنت، جیو استودیوز و راجکومار هیرانی فیلمز ساخته شد، بازیگران اصلی شاهرخ خان، تاپسی پانو، ویکی کائوشال، بومان ایرانی و گورپریت گوگی هستند.
تصویربرداری اصلی در آوریل ۲۰۲۲ آغاز شد و در آوریل ۲۰۲۳ به پایان رسید. بمبئی، جبل‌پور، کشمیر، بوداپست، لندن، جده و نیوم از مکان‌های فیلم‌برداری بودند. دانکی در ۲۱ دسامبر ۲۰۲۳ به صورت جهانی اکران گردید. این فیلم نقدهای ضد و نقیضی از منتقدان دریافت کرد. این فیلم بیش از ۴۷۰٫۶ کرور روپیه (۵۹ میلیون دلار آمریکا) در سراسر جهان فروش داشت؛ در حالی که بودجه تولید و بازاریابی آن ۱۲۰ کرور روپیه (۱۵ میلیون دلار آمریکا) بود. دانکی به‌عنوان پنجمین فیلم هندی‌زبان پرفروش سال ۲۰۲۳ و نهمین فیلم هندی پرفروش سال ۲۰۲۳ شناخته شد.

## پخش فیلم
اکران
اکران سراسری فیلم دانکی در روز ۲۱ دسامبر ۲۰۲۳ بود. شایعه شده بود که زمان اکران فیلم به سال ۲۰۲۴ موکول می‌شود که این خبر طی کنفرانس مطبوعاتی مربوط به فیلم جوان (۲۰۲۳)، توسط شاهرخ خان تکذیب شد.

## نکات
1. ↑  طبق گزارش پینکویلا, مجموع هزینه تولید و بازاریابی بالغ بر ۱۲۰ کرور روپیه بود.[۲]
2. ↑  واژه «دانکی» در زبان پنجابی به‌طور تقریبی به معنی «جستن از جایی به جای دیگر» در زبان انگلیسی است.[۴]